# Campeonato Mundial de Peso Medio del CMLL
Il Campeonato Mundial de Peso Medio del CMLL è un titolo utilizzato dalla federazione messicana Consejo Mundial de Lucha Libre ed è in genere riservato ai lottatori che pesano tra gli 82 ed 87 kg anche se questa restrizione del peso non viene sempre applicata. 

Il titolo è attivo dal 1991 ed è il terzo titolo in ordine di importanza all'interno del panorama della Lucha Libre messicana da parte di CMLL.

## Storia
Creata nel 1933 (la stessa data della fondazione dell'Empresa Mexicana de Lucha Libre la divisione dei pesi medi fu una delle prime divisioni della Lucha Libre messicana ad avere un titolo specifico e dedicato a questa categoria specifico e dedicato a questa categoria (il Campeonato National Medio) che fosse approvato dalla "Comisión de Box y Lucha Libre Mexico D.F."
Nel 1952, EMLL diventò parte dei Territori NWA e sostituì la promozione di questo titolo con l'NWA World Middleweight Championship.
Alla fine degli anni '80, EMLL lasciò la NWA e rinominatasi "Consejo Mundal de Lucha Libre" introdusse questo campionato nel 1991 per segnalare la propria indipendenza dalla NWA.

## Albo d'oro
| Lottatore            | Regni | Data              | Luogo             | Note |
| -------------------- | ----- | ----------------- | ----------------- | --- |
| Blue Panther         | 1     | 18 dicembre 1991  | Acapulco          | Sconfisse El Satánico nella finale di un torneo.                                                         |
| Vacante              | 1     | 19 giugno 1992    |                   | Titolo reso vacante quando Blue Panther lasciò CMLL per passare all'Asistencia Asesoría y Administración |
| El Dandy             | 1     | 3 luglio 1992     | Città del Messico | Sconfisse Negro Casas nella finale di un torneo.                                                         |
| Bestia Salvaje       | 1     | 4 settembre 1992  | Città del Messico | |
| El Dandy             | 2     | 16 dicembre 1992  | Naucalpan         | |
| Emilio Charles Jr.   | 1     | 12 maggio 1993    | Acapulco          | |
| El Dandy             | 3     | 5 ottobre 1993    | Città del Messico | |
| Javier Llanes        | 1     | 22 febbraio 1994  | Città del Messico | |
| Apolo Dantés         | 1     | 11 settembre 1994 | Città del Messico | |
| El Satánico          | 1     | 27 novembre 1994  | Guadalajara       | |
| Ringo Mendoza        | 1     | 7 marzo 1999      | Città del Messico | |
| Emilio Charles Jr.   | 2     | 18 marzo 2001     | Città del Messico | |
| Negro Casas          | 1     | 26 aprile 2004    | Puebla            | |
| Averno               | 1     | 17 settembre 2006 | Città del Messico | |
| El Hijo del Fantasma | 1     | 21 luglio 2009    | Città del Messico | |
| Negro Casas          | 2     | 14 febbraio 2010  | Città del Messico | |
| Jushin Thunder Liger | 1     | 3 maggio 2010     | Fukuoka, Giappone | |
| Dragón Rojo Jr.      | 1     | 18 novembre 2011  | Città del Messico | |
| Ángel de Oro         | 1     | 25 marzo 2017     | Città del Messico | |